# Dendrocronologia

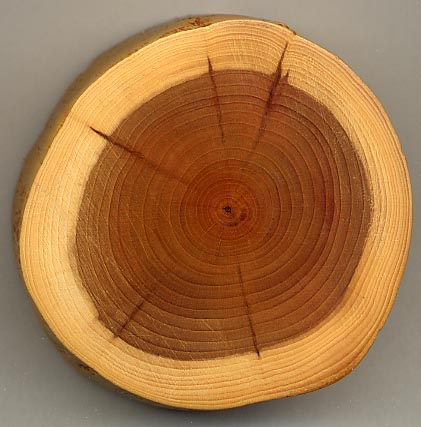
Anells de creixement en un teix (Taxus baccata).

La dendrocronologia (del grec antic δένδρον, dendron, 'arbre', χρόνος, khronos, 'temps' i λογία-, -logia, 'ciència') és una tècnica que permet la datació (en anys) de restes carbonitzades de fusta i de mostres d'arbres vius a partir de l'anàlisi de creixement dels anells dels arbres. L'amplada dels anells varia segons: L'edat: a mesura que augmenta l'edat de l'arbre, els anells disminueixen la seva amplada, el clima: durant la vida dels arbres, es forma un registre anual que reflecteix les condicions climàtiques en les quals l'arbre ha crescut. Aquesta tècnica va ser inicialment desenvolupada durant el segle XX per Andrew Ellicott Douglass, fundador del Laboratory of Tree-Ring Research (Laboratori d'Investigació dels anells dels arbres) a la Universitat d'Arizona. Gràcies a aquesta, és possible datar de manera exacta l'edat de la fusta.

## Descripció
Molts arbres de zones temperades del planeta generen, sota l'escorça, un anell de creixement cada any. Durant tota la vida de l'arbre, es forma un registre anual que reflecteix les condicions climàtiques en les quals ha crescut. Una humitat adequada i una estació de creixement prolongada produeixen anells amples. Un any de sequera en produeix un de molt estret.
Els arbres de la mateixa regió tendeixen a desenvolupar, per a un mateix període, els mateixos patrons de gruix dels anells. En arbres que han crescut en la mateixa àrea geogràfica i sota semblants condicions climàtiques, aquests patrons poden ser comparats i emparellats anell a anell. D'aquesta manera, es poden establir cronologies unint els patrons d'arbres que han viscut en períodes anteriors. Així, una fusta antiga pot ser aparellada amb cronologies conegudes (una tècnica anomenada datació creuada) i la seva edat determinada de manera precisa. En un principi, la datació creuada es feia de forma visual. Actualment, els ordinadors s'encarreguen de fer-ne l'emparellament estadístic.
Per eliminar variacions individuals en el creixement de l'arbre, els dendrocronòlegs prenen la mitjana del gruix dels anells de diversos arbres i en formen una història anul·lar. Aquest procés s'anomena rèplica. Una història anul·lar que comença i acaba en dates desconegudes s'anomena cronologia flotant. Per ancorar-la en el temps, s'hauria de fer coincidir la seva secció inicial o final amb una altra història les dades de la qual fossin conegudes. Hi ha cronologies que retrocedeixen en el temps més de 10.000 anys en roures de la riba de rius del sud d'Alemanya (el Rin i el Main). El pi bristlecone (Pinus aristata) al sud-oest dels EUA (White Mountains, Califòrnia) ha proporcionat una cronologia que s'estén més de 8.500 anys.
En àrees on el clima és raonablement predictible, els arbres desenvolupen anells anuals de diferents característiques depenent del temps, de la pluja, de la temperatura, etc. Aquestes diferències poden ser utilitzades per a deduir variacions climàtiques del passat.

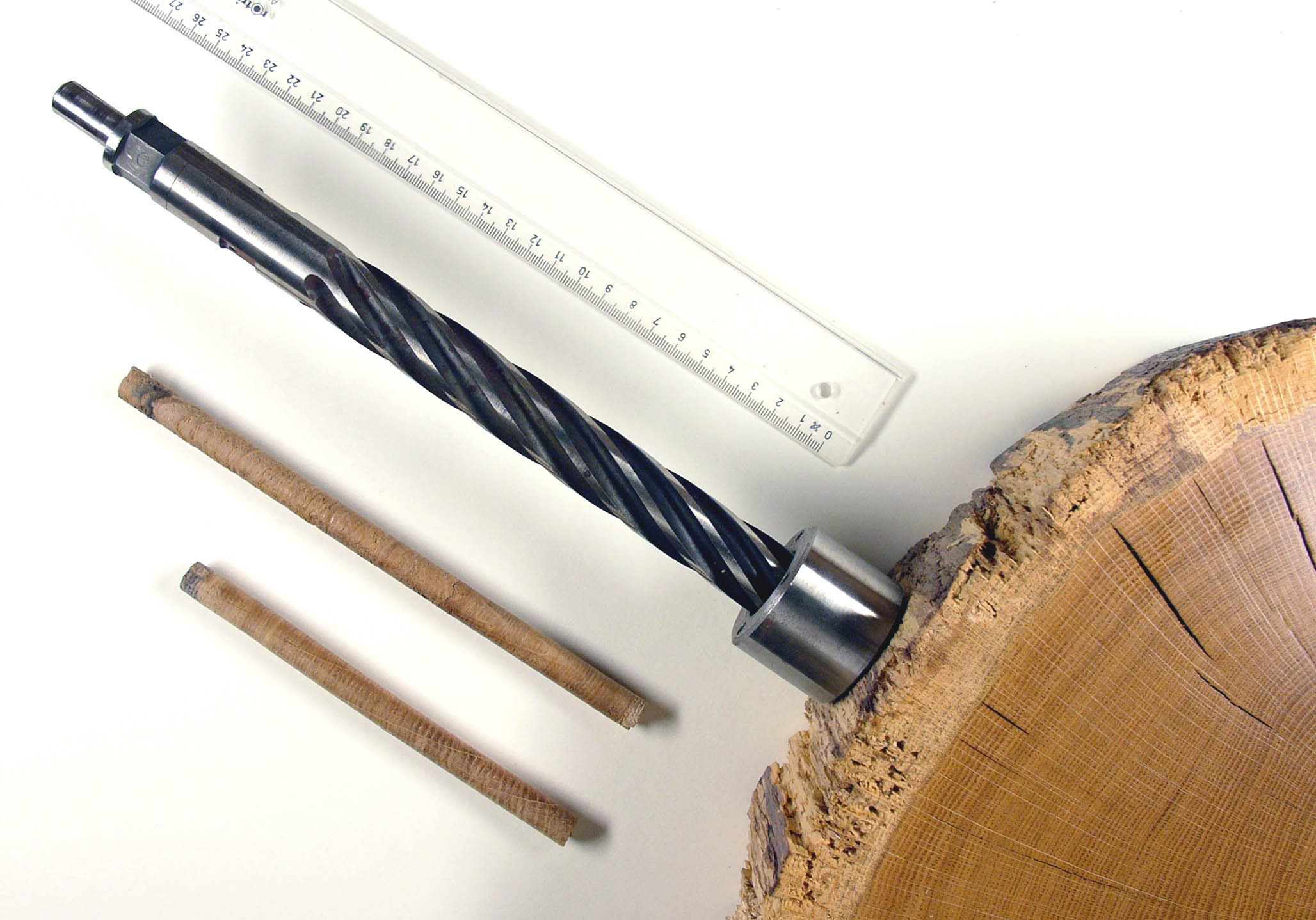
Trepant per mostreig de dendrocronologia i mesura del creixement dels anells.

Mitjançant l'anàlisi en laboratori, es mesura el gruix dels anells de mostres preses a la base de l'arbre. Prenent mostres de diferents llocs i diferents estrats d'una zona determinada, els investigadors poden construir una seqüència històrica que es converteix en part del registre científic, per exemple, fusta antiga trobada en edificis pot ser datada per proporcionar una indicació sobre quan va viure i va créixer l'arbre del qual procedia, fixant un límit superior per a l'edat d'aquesta fusta.
Alguns arbres són més indicats que altres per a realitzar aquest tipus d'anàlisi. Així mateix, les tècniques utilitzades per la dendrocronologia ofereixen resultats més consistents en àrees on els arbres creixen en condicions marginals, zones àrides o semiàrides, que en zones humides.
Aquestes eines científiques van resultar importants en la datació arqueològica dels habitatges en els penya-segats de l'àrid sud-oest dels EUA que van ser habitats per nadius americans.

## Valor científic
Una aportació de la dendrocronologia és que proporciona exemplars exactament datats en un any determinat, permetent comprovar i calibrar l'exactitud de datacions mitjançant radiocarboni. El pi bristlecone, amb la seva excepcional longevitat i lent creixement, ha estat utilitzat amb aquest propòsit perquè proporciona patrons d'anells que es remunten a milers d'anys en el temps. En algunes regions, hi ha disponibles seqüències de més de 10.000 anys.
Tanmateix, la dendrocronologia s'enfronta a molts problemes, incloent-hi algunes espècies de formigues que viuen a l'interior dels arbres i destrueixen amb les seves galeries les estructures dels anells. Un patró estacional similar s'aprecia en els testimonis de gel i en les capes de sediment dipositades anualment als rius o llacs. Ambdós s'utilitzen per a datar, de manera semblant a la dendrocronologia i en combinació amb aquesta, per a omplir buits i ampliar l'interval de les dades posades a disposició dels arqueòlegs.
Tot i que els arqueòlegs poden utilitzar aquesta tècnica per a datar un tros de fusta i saber quan va ser tallada, pot resultar difícil determinar exactament l'edat de l'edifici o estructura en què es va trobar. La fusta pot haver estat reutilitzada, tallada i emmagatzemada durant anys fins que es va utilitzar o va poder ser incorporada per substituir una altra peça deteriorada.